# Buddhizmus Svédországban

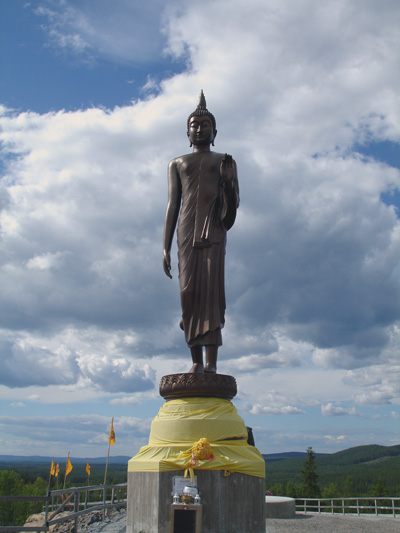
Nyolc és fél méter magas buddha-szobor Lappföldön, a jelenleg is építés alatt álló Buddhadharma templom közelében

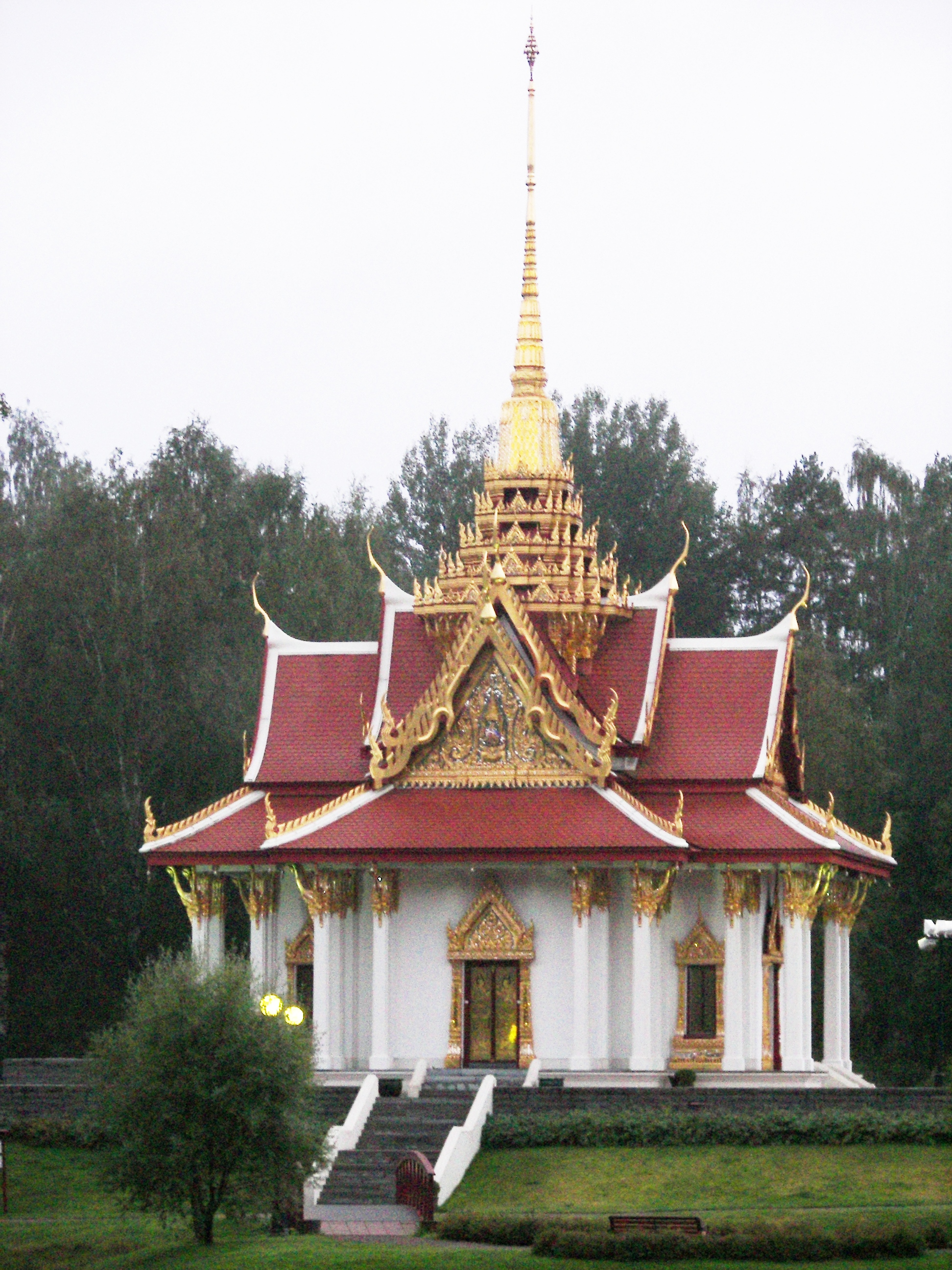
Az 1998-ban épült thai pavilon emlékhely Jämtland tartományban

A buddhizmus Svédországban a népesség viszonylatában kisebbségi vallásnak számít. A gyakorló buddhisták döntő többsége ázsiai országokból érkezett bevándorló, főleg thaiok, kínaiak és vietnámiak. A kilencmilliós Svédországban a hivatalosan buddhistának valló emberek száma ma 45 000 fő körül van, amely a teljes lakosság mintegy 0,5%-a. A buddhizmus 2005 óta hivatalosan elfogadott vallásnak számít Svédországban.
Egy Stockholm közeli apró szigeten, a Mälaren-tó délkeleti részén fekvő Helgőn, találtak egy vikingkorból származó (i.sz. 500. körül) indiai készítésű bronz Buddha-szobrot.

## Története
Svédországban buddhizmusról az 1950-es évektől lehet beszélni, amikor olyan buddhista tanítók érkeztek az országba, mint a francia származású Tao Vej (Marcel Sirander) csan dharma mester és Amita Nisatta (Ingrid Wagner) buddhista apáca. Egy Srí Lanka-i szerzetes, Mahathera Narada közreműködése mellett megalapították a Svéd Buddhista Társaságot, amely egyben a Buddhisták Világszövetségének regionális központja is volt egyben. Egy hosszabb hongkongi kitérőt követően Tao Vej megalapította Svédországban a Lótusz buddhista rendet. Ingrid Wagner (később Amita nővér) festőművész és férje Karl-Henrik többéves ázsiai tanulmányok után, anágárika rangot szerezve Skandináviában tartott előadásokat. Az ő hatásukra jött létre a Buddhizmus Barátai (svédül: Buddhismens Vänner) csoport, amely népszerűségre tett szert országszerte. Az 1970-es évektől kezdve Svédországba egyre több bevándorló érkezett a világ különböző tájairól, köztük hagyományosan buddhista országokból is, mint Thaiföld, Vietnám, Kína vagy Tibet.
A hivatalos templomok száma viszonylag kevés főleg a pénzügyi támogatás hiánya miatt. A buddhista közösségeknek általában lakások vagy irodák adnak lehetőséget a gyülekezésre. Az elmúlt években egyre nagyobb együttműködés folyik a dán és a svéd buddhista tanítók és szerzetesek között, és az itt található szervezetek kapcsolatba kerültek a világ távolabbi buddhista rendjeivel is. 2005 óta hivatalosan is elfogadott vallás Svédországban a buddhizmus. Ekkor alapították a különböző buddhista irányzatok a Svéd Buddhista Együttműködési Tanácsot (SBS) 
Lisbeth Larsson buddhista szakértők bevonásával non-szektariánus buddhista magazint jelentetett meg, ám 2010-ben húsz megjelent szám után anyagi okokból kifolyólag kénytelenek voltak befejezni a nyomtatott kiadványokat.
A lappföldi Västerbotten megyében Pramaha Boonthin Taosiri buddhista szerzetes vezetésével thai stílusú buddhista templom épül, amely ha a tervek szerint elkészül, akkor Európa leghatalmasabb buddhista temploma lehet.

## Jelentősebb buddhista építmények
- Thai pavilon, Jämtland tartomány.
- Buddhadharma templom, Lappföld, Fredrika
- Buddhista vihára, Stockholm, théraváda irányzat
- Thai buddhista templom, Göteborg
- Thera Vada buddhista templom, Skåne Åstorpsvägen
- Buddhista templom, Bjuv
- Vietnámi buddhista templom, Katrineholm község